# Светски куп у одбојци
ФИВБ Светски куп у одбојци је одбојкашко такмичење за мушкарце настало 1965. године. Не треба га мешати са Светским првенством, Светском лигом или ФИВБ Гран пријем.

## Историја
Светски куп је основан 1965. са циљем да да попуни празнину између два најважнија одбојкашка такмичења: Олимпијских игара и Светског првенства који се одржавају сваке 4 године. Оснивањем овог такмичења само у једној години у четворогодишњем циклусу нема великог, међународног одбојкашког такмичења.
Светски куп се одржавао у години након Олимпијских игара. На прва два турнира наступале су само мушке репрезентација, а од 1973. наступају и женске репрезентације. Првобитно је замишљено да се сваки куп одиграва у другој држави, али од 1977. одлучено је да се Јапану трајно додели домаћинство.
Након оснивања Светске лиге и Гран прија раних деведесетих ово такмичење је изгубило на значају. Да не би морали укинути такмичење због малог интересовања, челници ФИВБ-а су одлучили да промене сврху и формат такмичења: од тада се такмичење одржава годину дана пре Олимпијских игара и представља квалификациони турнир за њих. 
Овај потез је сачувао такмичење од укидања. Могућност раног обезбеђивања визе за ОИ је довољна мотивација за све репрезентације. Од 1995. број репрезентација које се квалификују на ОИ са Светског купа повећан је на три.
Совјетски Савез и Бразил једини имају више од једног тријумфа на Светском купу. Совјети су победили на премијерном издању такмичења 1965. Четири године касније, такође је тријумфовала социјалистичка земља: Источна Немачка. 
Куп заказан за 1973. годину у Уругвају је отказан. 1977. године такмичење је настављено у Јапану и Совјетски Савез је освојио тај куп, као и наредни 1981. 1985. Совјети су изгубили од Американаца у пет сетова у финалу. 1989. Куба је изненадила свет победивши у финалу Италију.
Совјетски Савез је своју последњу титули освојио на купу 1991. Италијани, који нису учествовали 1991. су освојили куп 1995.
Русија је освојила турнир 1999. а затим су уследиле две узастопне победе Бразила 2003. и 2007.

## Правила такмичења
- Такмичење се одржава у Јапану.
- Дванаест репрезентација учествује:10 квалификованих и 2 са специјалном позивницом.
- Јапан је аутоматски квалификован као домаћин за сваки куп.
- Пет континенталних шампиона су квалификовани, као и четири најбоља другопласирана са континенталних првенстава (у складу са ФИВБ ранг листом).
- Две репрезентације добијају специјалну позивницу ФИВБ.
- Од купа 1999. године право играња имају само тимови који се још увек нису квалификовали за наредне Олимпијске игре.
- Такмичење је подељено у две фазе.
- Репрезентације су подељене у две групе.
- У првој фази свака репрезентација игра по једну утакмицу против свих тимова из своје групе.
- У другој фази свака репрезентација игра по једну утакмицу против свих тимова из друге групе.
- Утакмице се играју две недеље уз једнодневну паузу не свака два до три дана.
- Прве три репрезентације у коначном пласману, без обзира на групе, се пласирају на наредне Олимпијске у+игре.
- Свака репрезентација има право да пријави само 12 играча, а у случају повреде нема право замене.

## Резултати

### Мушкарци
| Светски куп у одбојци за мушкарце | Светски куп у одбојци за мушкарце | Светски куп у одбојци за мушкарце | Светски куп у одбојци за мушкарце | Светски куп у одбојци за мушкарце |
| Година                            | Домаћин                           | Победник                          | Другопласирани                    | Трећепласирани                    |
| --------------------------------- | --------------------------------- | --------------------------------- | --------------------------------- | --------------------------------- |
| 1965 Детаљи                       | Пољска                            | Совјетски Савез                   | Пољска                            | Чехословачка                      |
| 1969 Детаљи                       | Источна Немачка                   | Источна Немачка                   | Јапан                             | Совјетски Савез                   |
| 1977 Детаљи                       | Јапан                             | Совјетски Савез                   | Јапан                             | Куба                              |
| 1981 Детаљи                       | Јапан                             | Совјетски Савез                   | Куба                              | Бразил                            |
| 1985 Детаљи                       | Јапан                             | Сједињене Државе                  | Совјетски Савез                   | Чехословачка                      |
| 1989 Детаљи                       | Јапан                             | Куба                              | Италија                           | Совјетски Савез                   |
| 1991 Детаљи                       | Јапан                             | Совјетски Савез                   | Куба                              | Сједињене Државе                  |
| 1995 Детаљи                       | Јапан                             | Италија                           | Холандија                         | Бразил                            |
| 1999 Детаљи                       | Јапан                             | Русија                            | Куба                              | Италија                           |
| 2003 Детаљи                       | Јапан                             | Бразил                            | Италија                           | Србија и Црна Гора                |
| 2007 Детаљи                       | Јапан                             | Бразил                            | Русија                            | Бугарска                          |
| 2011 Детаљи                       | Јапан                             | Русија                            | Пољска                            | Бразил                            |
| 2015 Детаљи                       |                                   |                                   |                                   |                                   |

## Медаље
| Ранг | Држава           | Злато | Сребро | Бронза | Укупно |
| 1    | Русија           | 6     | 2      | 2      | 10     |
| 2    | Бразил           | 2     | 0      | 3      | 5      |
| 3    | Куба             | 1     | 3      | 1      | 5      |
| 4    | Италија          | 1     | 2      | 1      | 4      |
| 5    | Сједињене Државе | 1     | 0      | 1      | 2      |
| 6    | Немачка          | 1     | 0      | 0      | 1      |
| 7    | Пољска           | 0     | 2      | 0      | 2      |
| 7    | Јапан            | 0     | 2      | 0      | 2      |
| 9    | Холандија        | 0     | 1      | 0      | 1      |
| 10   | Чешка            | 0     | 0      | 2      | 2      |
| 11   | Бугарска         | 0     | 0      | 1      | 1      |
| 11   | Србија           | 0     | 0      | 1      | 1      |